# Dikasterium pro kulturu a vzdělávání
 Dikasterium pro kulturu a výchovu (latinsky Dicasterium ad culturam et educationem) je jedním z šestnácti dikasterií římské kurie. Podle konstituce Praedicate Evangelium Pracuje na rozvoji lidských hodnot v osobách v horizontu křesťanské antropologie, a přispívá k plnému uskutečňování následování Ježíše Krista. (Praedicate Evangelium, 153).

## Historie dikasteria
Dikasterium ustanovil papež František apoštolskou konstitucí Praedicate Evangelium k 5. červnu 2022 a sloučil v něm dvě předchozí instituce římské kurie:
- Kongregaci pro katolickou výchovu
- Papežskou radu pro kulturu

## Organizační struktura a funkce
V čele tohoto dikasteria stojí prefekt, má dvě sekce:
- Sekce pro kulturu
- Sekce pro výchovu